# Apozol (gmina)
Apozol – gmina w środkowym Meksyku, w stanie Zacatecas. W 2005 roku zamieszkana była przez ok. 5,9 tys. mieszkańców. Siedzibą administracyjną jest miasteczko Apozol. Jest jedną z 58 gmin stanu. Została ustanowiona w 1863 roku.

## Położenie
Gmina położona jest w południowej części stanu. Graniczy z 5 gminami:
- Tepechitlán i Jalpa od północy,
- Nochistlán de Mejía od wschodu,
- Juchipila od południa,
- Teúl de González Ortega od zachodu.